# 荒馬吉五郎
荒馬 吉五郎（あらうま きちごろう、文化6年（1809年） - 嘉永7年5月18日（1854年6月13日））は、下総国葛飾郡（現在の千葉県船橋市本町）出身で宮城野部屋に所属した江戸時代の大相撲力士。八戸藩のお抱え力士。本名は松本。最高位は西関脇。幕内通算成績は27場所 86勝54敗29分7預4無83休。嘉永7年、現役中のまま死去。数え46歳没。